# Фанини (Кјети)
Фанини (итал. Fannini) је насеље у Италији у округу Кјети, региону Абруцо.
Према процени из 2011. у насељу је живело 17 становника. Насеље се налази на надморској висини од 890 м.